# Cryphaea bollei
Cryphaea bollei là một loài rêu trong họ Cryphaeaceae. Loài này được Broth. & Geh. mô tả khoa học đầu tiên năm 1910.